# Wydział Filozoficzny Uniwersytetu Jagiellońskiego
Wydział Filozoficzny Uniwersytetu Jagiellońskiego – jeden z szesnastu wydziałów Uniwersytetu Jagiellońskiego. Powstał w 1364 roku jako Wydział Sztuk Wyzwolonych, a współcześnie został wyodrębniony w 1992 roku w wyniku podziału Wydziału Filozoficzno-Historycznego na dwa osobne Wydziały (drugim był Wydział Historyczny). Jego siedziba znajduje się przy ul. Gołębiej 24  w Krakowie.

## Struktura
Jednostki Wydziału Filozoficznego UJ:
- Instytut Filozofii
- Instytut Pedagogiki
- Instytut Psychologii
- Instytut Religioznawstwa
- Instytut Socjologii
- Katedra Porównawczych Studiów Cywilizacji
- Katedra Kognitywistyki
- Centrum Ewaluacji i Analiz Polityk Publicznych
- Interdyscyplinarne Centrum Etyki UJ
Centrum jest samodzielną jednostką organizacyjną Wydziału Filozoficznego UJ, założoną na mocy zarządzenia JM Rektora Uniwersytetu Jagiellońskiego z 27 lutego 2007 roku. Jej celem jest inicjacja aktywności naukowej i dydaktycznej z zakresu etyki stosowanej i zawodowej, w szczególności bioetyki i etyki medycznej. Zadanie to realizowane jest przede wszystkim poprzez organizację i prowadzenie studiów podyplomowych z zakresu bioetyki na Wydziale Filozoficznym, organizacja interdyscyplinarnych studiów doktoranckich o profilu bioetycznym dla doktorantów reprezentujących różne dyscypliny naukowe, prowadzenie prac badawczych, a także prowadzenie portalu internetowego, będącego zbiorem materiałów z zakresu etyki stosowanej i zawodowej. Działalność Centrum finansowana jest z grantów i dotacji, otrzymywanych od rządowych i pozarządowych instytucji polskich i zagranicznych, jak również ze środków pozyskanych z płatnych programów badawczych, szkoleniowych i konsultacyjnych.
- Centrum Badań nad Historią Idei

## Kierunki studiów
- filozofia
- kognitywistyka
- religioznawstwo
- socjologia
- praca socjalna
- pedagogika
- pedagogika specjalna
- psychologia
- etyka

## Władze
- Dziekan: dr hab. Elżbieta Przybył-Sadowska, prof. UJ
- Prodziekan ds. naukowych: prof. dr hab. Przemysław Bąbel(inne języki)
- Prodziekan ds. dydaktycznych: dr hab. Olga Dryla(inne języki), prof. UJ